# Брылина, Татьяна Максимовна
Татьяна Максимовна Брылина (25 апреля 1955, дер. Таушканское, Сухоложский район, Свердловская область) — советская биатлонистка, бронзовый призёр чемпионата мира, призёр чемпионата СССР. Мастер спорта СССР международного класса.

## Биография
Представляла ШВСМ города Свердловска.
На чемпионате СССР 1983 года стала серебряным призёром в индивидуальной гонке.
Принимала участие в первом в истории чемпионате мира по биатлону среди женщин, проходившем во французском Шамони. В индивидуальной гонке выиграла бронзовые медали, в спринте была девятой, а в эстафете не стартовала.